# Heure normale
Une heure normale ou heure standard est une heure synchronisée observée dans une certaine région géographique (un pays ou une partie de celui-ci).
Dans les pays qui pratiquent le changement d'heure pour l'été, l'heure normale est souvent appelée « heure d'hiver » par opposition à l'« heure d'été » pour éviter tout risque de confusion.
La dénomination des fuseaux horaires peut suivre la même approche. Par exemple, dans les pays du fuseau horaire de l'Europe centrale, l'heure d'été s'appelle heure d'été d'Europe centrale ou heure avancée d'Europe centrale (HAEC) (en anglais Central European Summer Time, CEST) alors que l'heure d'hiver s'y appelle heure normale d'Europe centrale (HNEC) (en anglais Central European Time, CET).